# Stefania Tarenzi
Stefania Tarenzi (* 29. Februar 1988 in Lodi) ist eine italienische Fußballspielerin, die seit 2021 für Sampdoria Genua spielt und drei Jahre lang für die A-Nationalmannschaft aktiv war.

## Karriere

### Vereine
Tarenzi spielte in der Saison 2009/10 für den in ihrem Geburtsort ansässigen Stadtteilverein ASD Mozzanica in der Serie A2, der zweiten Stufe der italienischen Frauenfußballmeisterschaft. Mit sechs Toren in zehn Spielen trug sie zum Aufstieg in Serie A, der höchsten Spielklasse im italienischen Frauenfußball, bei. Von 2010 bis 2013 bestritt sie 60 Punktspiele, in denen sie 33 Tore erzielte; ihr Serie A-Debüt gab sie zum Saisonstart am 25. September 2010 bei der 1:3-Niederlage im Auswärtsspiel gegen den CF Venezia 1984 über 90 Minuten. Ihre ersten drei von 13 Saisontoren in 18 Saisonspielen in der Serie A gelangen ihr am 16. Oktober 2010 (3. Spieltag) beim 4:2-Sieg im Auswärtsspiel gegen Bardolino Verona mit den Treffern zum 1:0, 2:0 und 3:0 innerhalb von 20 Minuten.
Von 2013 bis 2017 gehörte Tarenzi dem Ligakonkurrenten ACF Brescia an, für den sie in 81 Punktspielen 34 Tore erzielte und zu den ersten beiden Meisterschaften des Vereins im Jahr 2014 und 2016 beitrug. Des Weiteren gewann sie auch zweimal in Folge das Finale um den nationalen Vereinspokal sowie dreimal in Folge den Supercup. 
In der Saison 2017/18 bestritt sie für die US Sassuolo Calcio 19 Punktspiele, in den sie sieben Tore erzielte. Nach Verona gelangt, spielte sie eine Saison lang für den dort unter dem Spitznamen Chievo Verona Valpo ansässigen Erstligaverein und erzielte für diesen 13 Tore in 20 Punktspielen. Anschließend spielte sie zwei Jahre lang für Inter Mailand und seit der Saison 2021/22 für Sampdoria Genua.

### Nationalmannschaft
Tarenzi debütierte als Nationalspielerin für die FIGC in der A-Nationalmannschaft, die am 10. November 2018 das Freundschaftsspiel gegen Deutschland mit 2:5 in Osnabrück verlor; sie wurde in der 79. Minute für Cristiana Girelli eingewechselt. Ihre folgenden vier Länderspiele waren ebenfalls Freundschaftsspiele (2:1 gegen Chile, 2:0 gegen Wales am 18. und 22. Januar 2019 sowie 1:1 gegen Polen, 2:1 gegen Irland am 5. und 9. April 2019). Dazwischen bestritt sie am 1. und 4. März – bei der Teilnahme ihrer Mannschaft beim Zypern-Cup – die letzten beiden Spiele der Gruppe B (3:0 gegen Ungarn, 4:1 gegen Thailand) und hatte damit Anteil am Erreichen des Finales ihrer Mannschaft. Im mit 6:7 i. E. gegen Nordkorea am 6. März in Larnaka verlorenem Finale wurde sie nicht berücksichtigt. In einem weiteren Turnier, das um den Algarve-Cup, bestritt sie einzig das am 7. März 2020 in Parchal mit 3:0 gewonnene Halbfinale gegen Neuseeland. Obwohl ihre Mannschaft das am 11. März in Parchal gegen Deutschland vorgesehene Finale erreichte, wurde – aufgrund des Rückzugs ihrer Mannschaft aus dem Turnier am 10. März hinsichtlich der verschärften Einreisebedingungen nach Italien – dieses nicht ausgetragen und Deutschland zum Turniersieger erklärt. Zuletzt wurde Tarenzi in sechs von zehn Spielen der EM-Qualifikationsgruppe B (1. bis 5. und 7. Gruppenspiel) für vom 6. bis 31. Juli 2022 in England vorgesehenen Europameisterschaft eingesetzt. Ihr erstes Länderspieltor erzielte sie am 18. Januar beim 2:1-Sieg im Freundschaftsspiel gegen die Chile in Empoli mit dem Siegtreffer in der dritten Minute der Nachspielzeit; ihr zweites Länderspieltor gelang Tarenzi in ihrem einzigen Turnierspiel um den Algarve-Cup am 7. März 2020 in Parchal beim 3:0-Sieg über Neuseeland mit dem Treffer zum Endstand in der 67. Minute.

## Erfolge
Nationalmannschaft
- Viertelfinalistin bei der Weltmeisterschaft 2019 (ohne Turniereinsatz)
- Zypern-Cup-Finalistin: 2019 (ohne Finaleinsatz)
- Algarve-Cup-Finalistin: 2020 (Rückzug vom Turnier am 10. März), 2022

ACF Brescia
- Italienische Meisterin 2014, 2016
- Italienischer Pokalsiegerin 2015, 2016
- Italienischer Supercupsiegerin 2014, 2015, 2016

ASD Mozzanica
- Meisterin Serie A2 und Aufstieg in die Serie A 2010

## Auszeichnung
Für die Saison 2023/24 und der Vermittlung positiver Werte, die über das Spielfeld hinausgehen, mit einem noch stärkeren Fokus auf die sozialen Auswirkungen des Sports, wurde sie mit dem „eBay Values Award“ geehrt.